# Ipomoea orizabensis
Ipomoea orizabensis är en vindeväxtart som först beskrevs av Jules Pelletan och fick sitt nu gällande namn av Ernst Gottlieb von Steudel. Ipomoea orizabensis ingår i släktet praktvindor, och familjen vindeväxter.

## Underarter
Arten delas in i följande underarter:
- I. o. austromexicana
- I. o. collina
- I. o. novogaliciana

## Bildgalleri

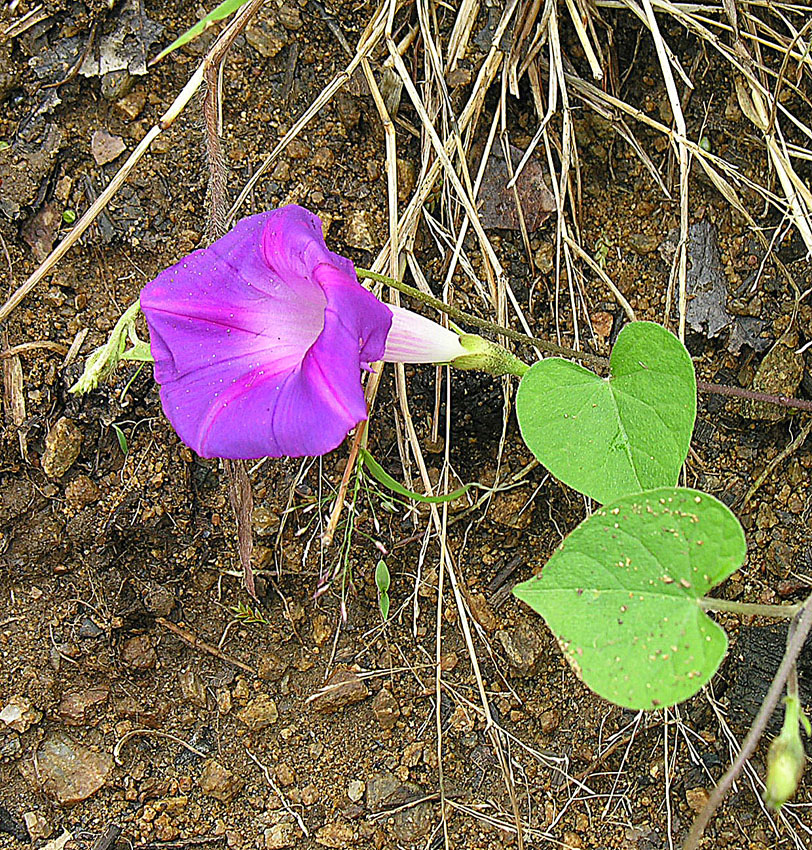
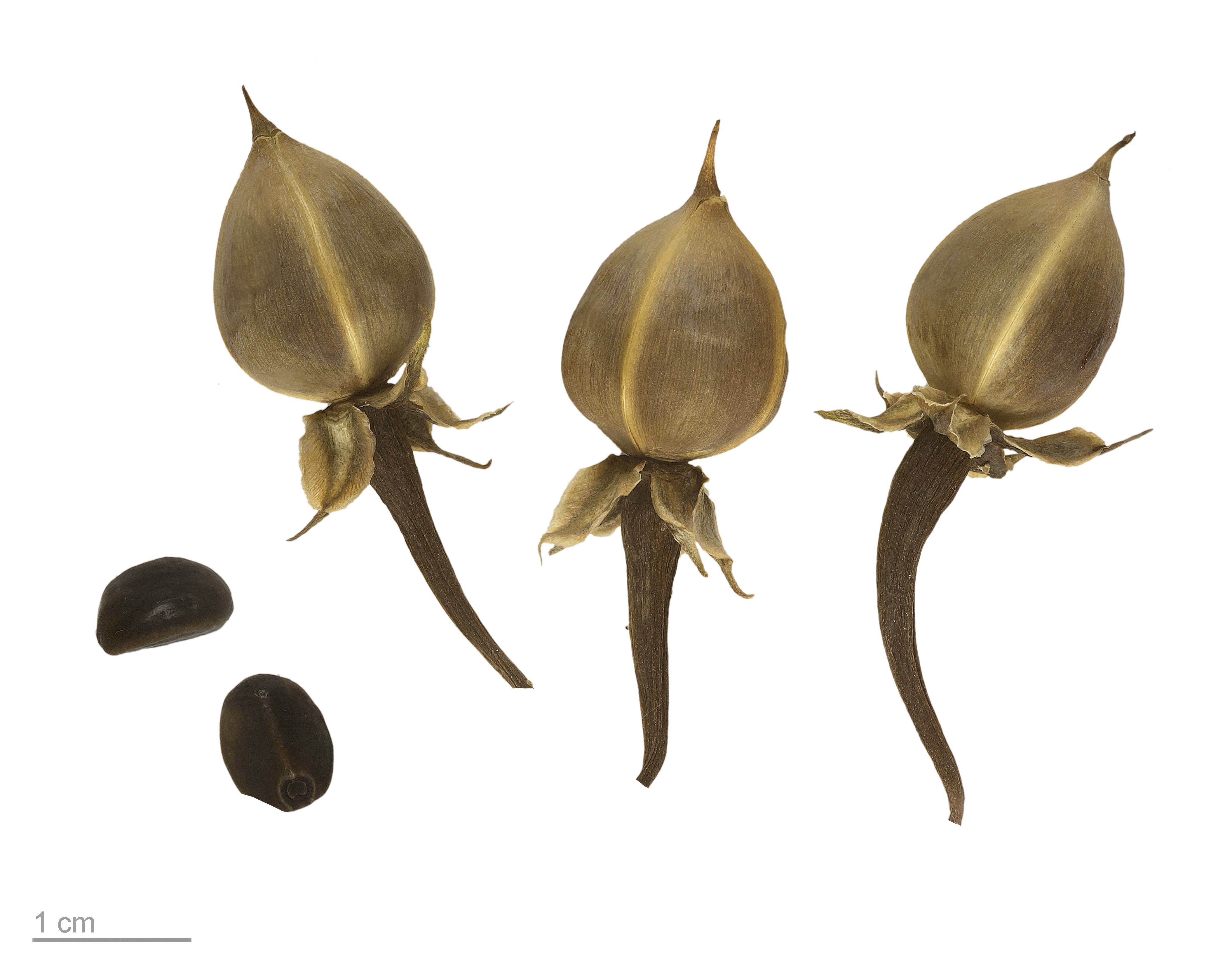
Ipomoea orizabensis